# Geochelone sulcata
Centrochelys sulcata có tên tiếng Việt là Rùa Sulcata, Rùa Châu Phi hay Rùa Cựa là một loài rùa trong họ Testudinidae. Loài này được Miller mô tả khoa học đầu tiên năm 1779. Đây là một loài rùa sống ở rìa phía nam của sa mạc Sahara ở châu Phi. Rùa Sulcata là loài rùa lớn thứ ba trên thế giới, và cũng là loài rùa đất liền lớn nhất và duy nhất còn tồn tại trong chi Centrochelys.

## Giải thích tên gọi
Tên thường gọi của loài này là Sulcata trong tiếng Latin có nghĩa là "rãnh" và để ám chỉ các rãnh trên mai rùa.

## Phạm vi phân bổ và môi trường sống

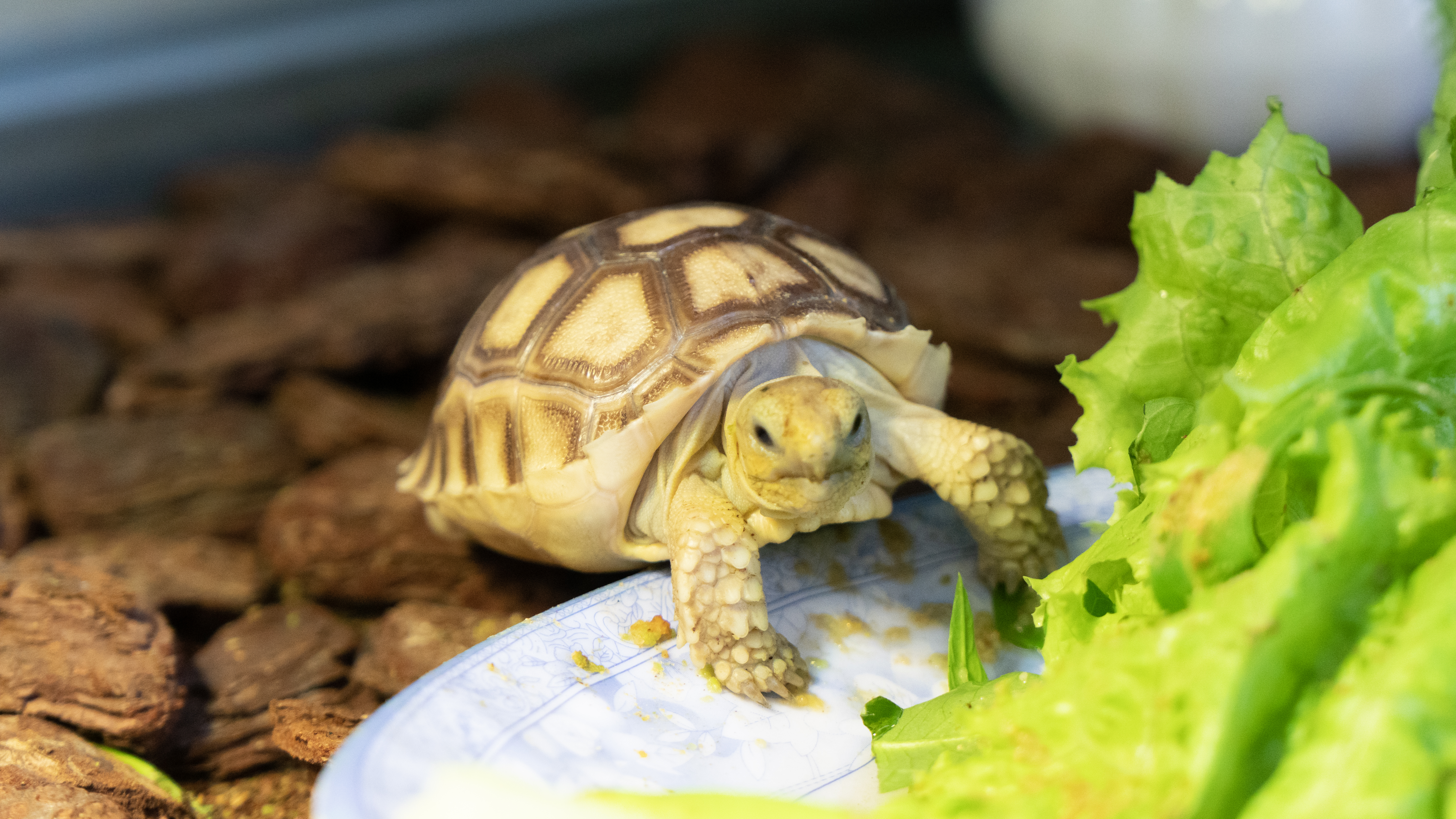
Rùa Sulcata con. Nguồn: [https://mew.vn/san-pham/rua-sulcata/ Rùa Sulcata - Mew.vn

Loài rùa cựa châu Phi có nguồn gốc từ sa mạc Sahara và Sahel, một vùng sinh thái chuyển tiếp của đồng cỏ bán sơn địa, savan và cây bụi gai được tìm thấy ở các quốc gia Burkina Faso, Tchad, Eritrea, Ethiopia, Mali, Somalia, Mauritanie, Nigeria, Sénégal, và Sudan. Ở những vùng khô cằn này, rùa đào hang trong lòng đất để đến những vùng có độ ẩm cao hơn, và dành thời gian nóng nhất trong ngày ở những hang này. Điều này được gọi là aestivation(tương tự như ngủ đông). Trong tự nhiên, chúng có thể đào hang rất sâu; sâu tới 15 m và dài tới 30 m.
Rùa Sulcata sống trong môi trường khô cằn, nóng nực thuộc loại Sahelian. Những khu vực này bao gồm từ rìa sa mạc đến thảo nguyên khô. Nước đọng chỉ tồn tại trong một khoảng thời gian nhất định. Phần lớn phạm vi của nó đã bị xáo trộn bởi đô thị hóa, chăn thả gia súc và sa mạc hóa.

## Kích thước và tuổi thọ
Rùa Châu Phi là loài rùa lớn thứ ba trên thế giới sau rùa Galapagos, và rùa khổng lồ Aldabra, và là loài rùa lớn nhất trong các loài rùa trên đất liền. Bill Branch báo cáo kích thước tối đa trong tự nhiên là 83 cm và 98 kg, nhưng những người khác nói rằng chúng có thể đạt 105 kg (231 lb).Chúng phát triển từ kích thước con non (2–3 in) rất nhanh, đạt 6–10 in (15–25 cm) trong vòng vài năm đầu tiên của cuộc đời. Chúng có thể sống hơn 70 năm.

## Chế độ ăn uống

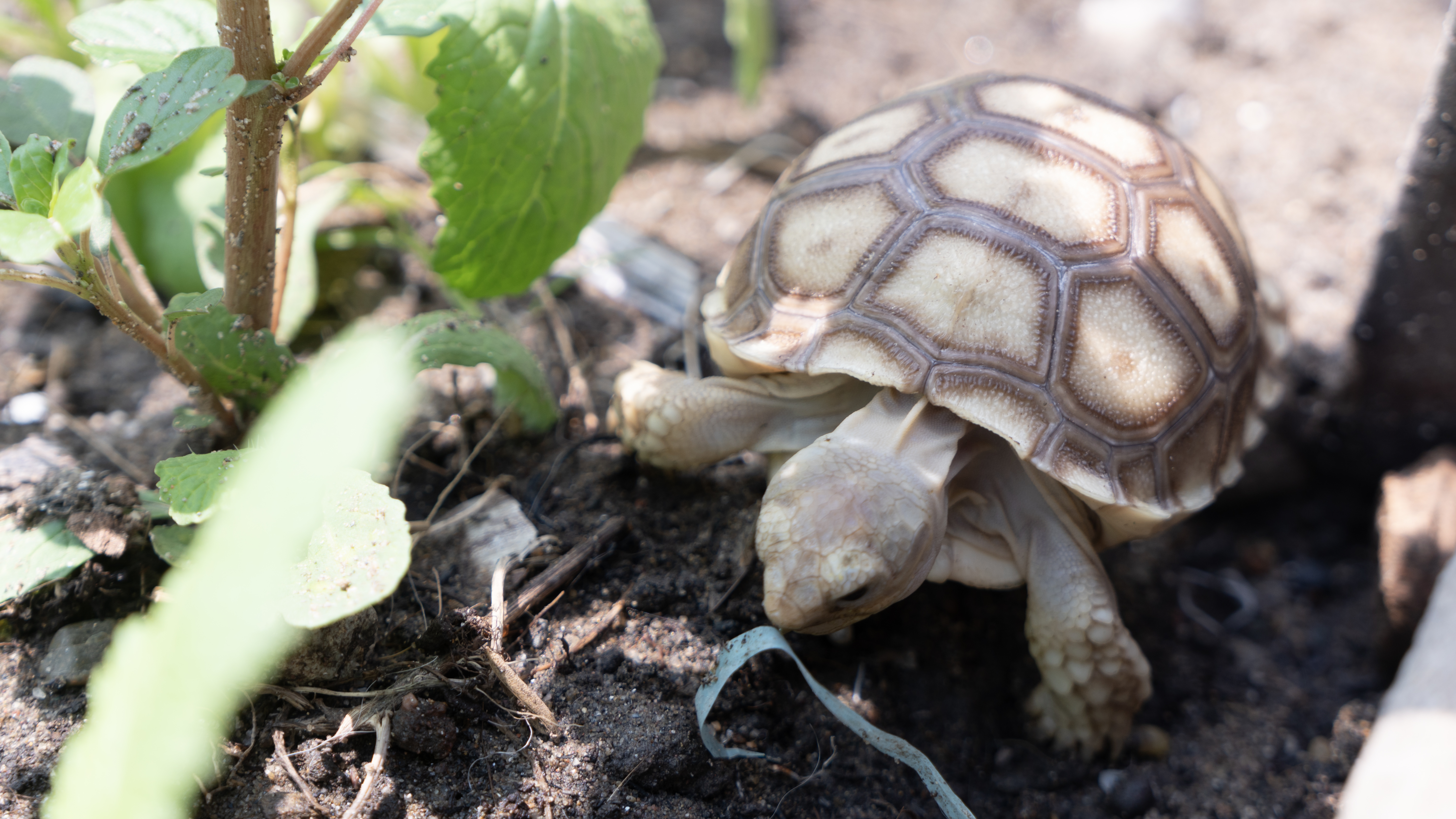
Rùa Sulcata con. Nguồn: [https://mew.vn/san-pham/rua-sulcata/ Rùa Sulcata - Mew.vn

Rùa Sulcata là loài động vật ăn cỏ. Chủ yếu, chế độ ăn của chúng bao gồm nhiều loại cỏ và thực vật, giàu chất xơ và rất ít protein. Có thể tiêu thụ hoa và các loại cây khác bao gồm xương rồng tai thỏ.
Trong môi trường nuôi nhốt rùa Sulcata cần một chế độ ăn ít protein, giàu chất xơ, calci. Tốt nhất là cỏ: Dương xỉ Boston, cỏ mèo, cỏ dại, cỏ voi, ngô / bắp. Rau xanh: Rau diếp, củ cải xanh, cải xoăn, rau lang, bí đỏ, cà rốt. Tỉ lệ tốt nhất là 80% cỏ và 20% các loại thực vật.
Ngoài cỏ và rau xanh, thì việc cung cấp đầy đủ calci trong khẩu phần ăn của rùa Sulcata rất quan trọng, giúp chúng phát triển khung xương và mai một cách tốt nhất. Trong tự nhiên, rùa sẽ bổ sung calci cho cơ thể bằng cách ăn những thực vật giàu calci hoặc vỏ sò, ốc ở sa mạc. Còn trong quá trình nuôi nhốt hiện nay, có rất nhiều thực phẩm công nghiệp giúp bổ sung calci và vitamin cho rùa. Có thể sử dụng kèm với thức ăn hằng ngày.

## Hình ảnh

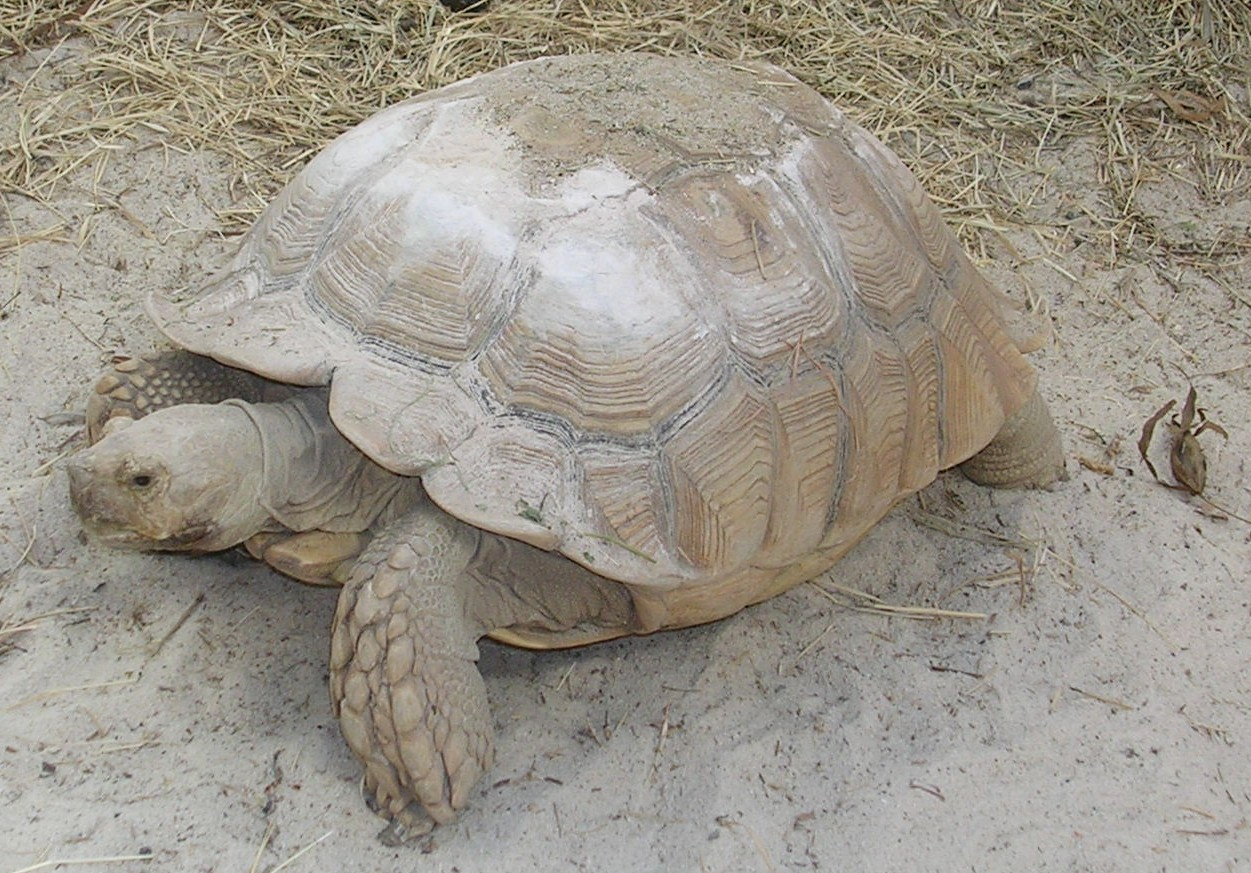
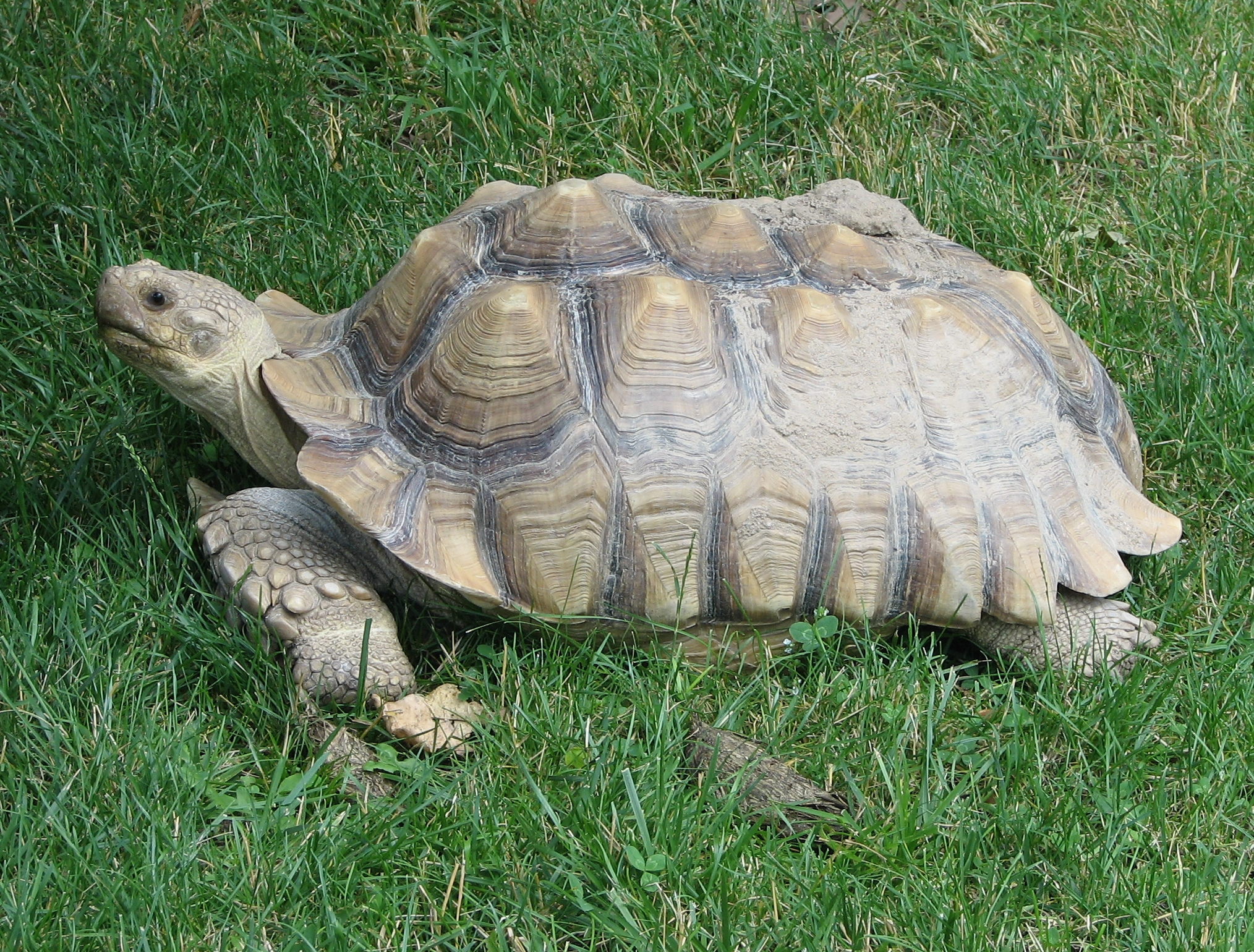
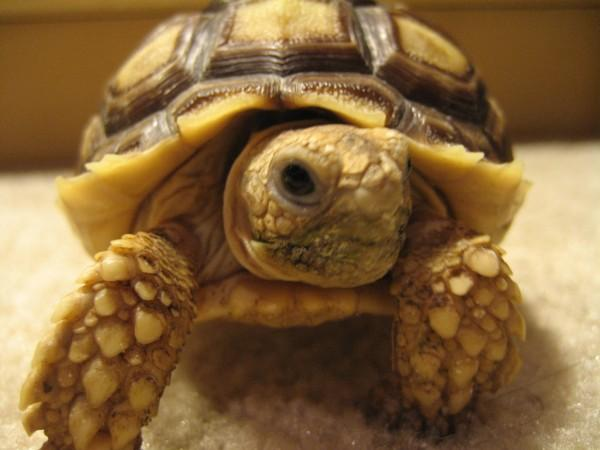
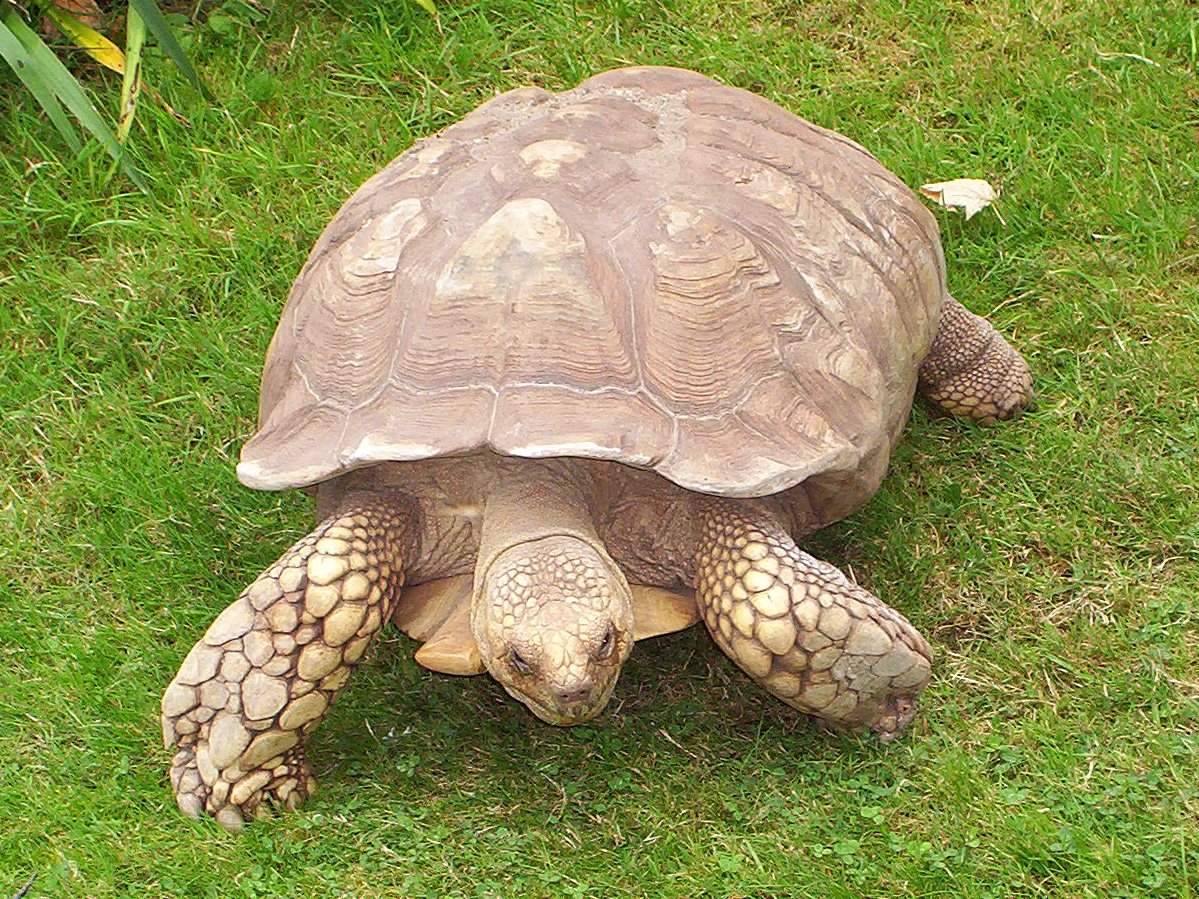
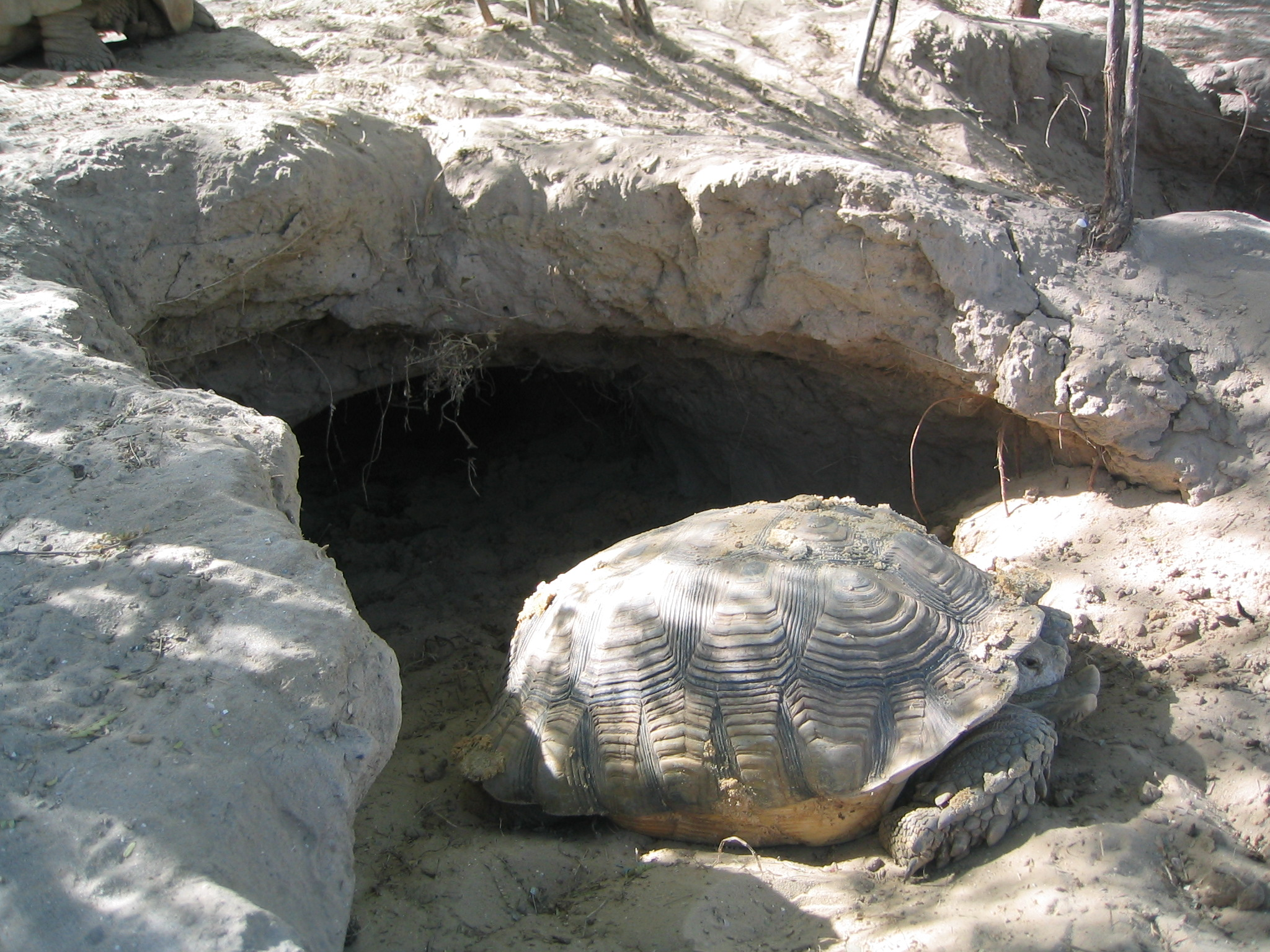
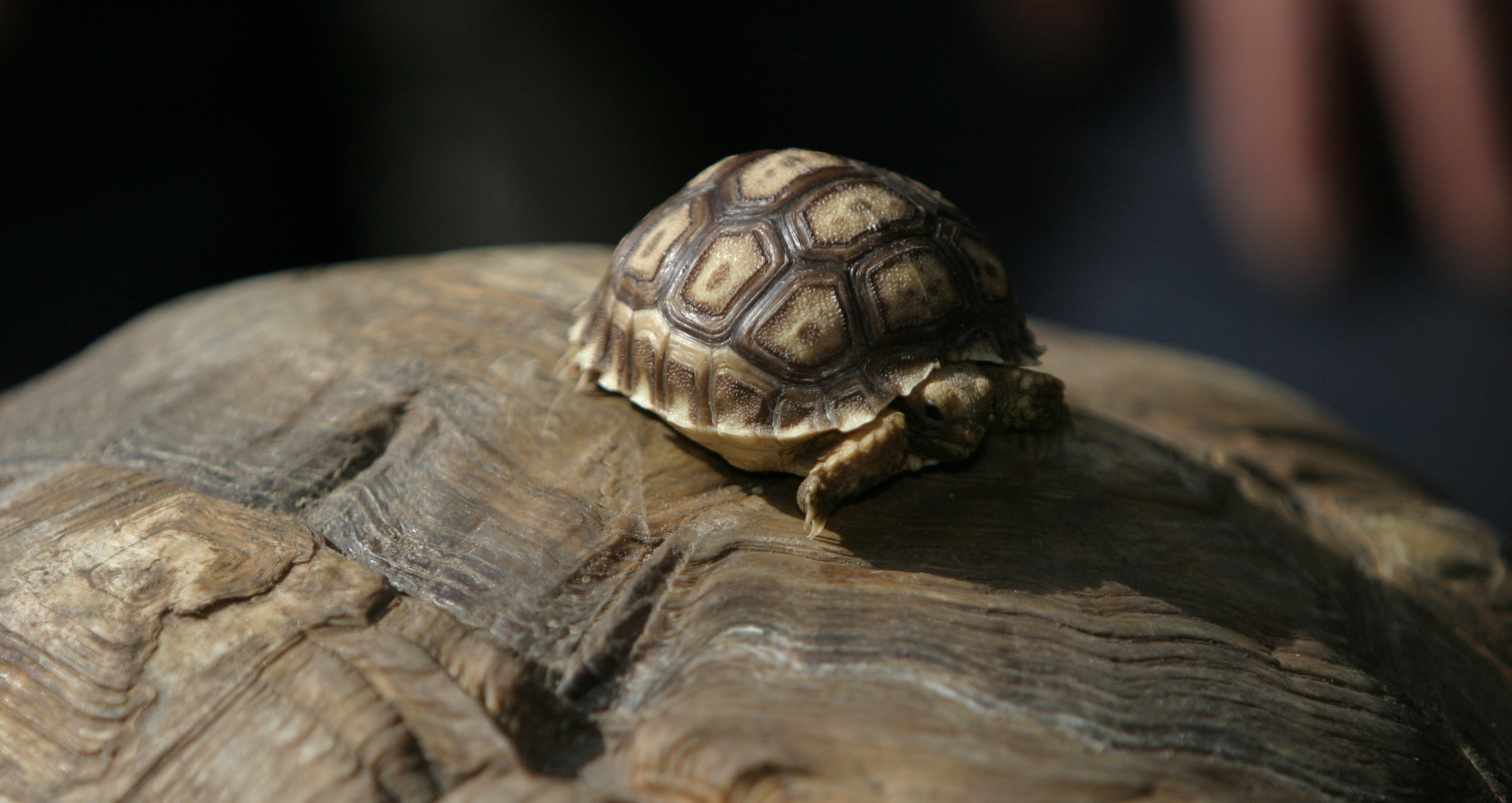